# Friedrich Spill
Friedrich "Fritz" Spill (ur. 5 lipca 1872 w Żelaznej Górze, zm. w 1945 w Pruszczu Gdańskim) – niemiecki polityk, działacz związkowy, prezydent Volkstagu w latach 1928–1930.
W latach 1913–1933 był sekretarzem związku zawodowego pracowników przemysłu drzewnego (Deutscher Holzarbeiter Verband). Od 1919 roku członek Partii Socjaldemokratycznej. Na początku 1920 roku został radnym miejskim, a w grudniu tego samego roku dostał się do Volkstagu, w którym zasiadał nieprzerwanie do 1933 roku. 
Od 11 stycznia 1928 do 7 grudnia 1930 pełnił urząd prezydenta Volkstagu.